# Elly Ley
Elly (Elisabeth) Ley geborene Stivarius (* 16. Januar 1888 in Bremen; † 18. April 1982 in Bremen) war eine Pädagogin, Politikerin (DVP, BDV, FDP) und Mitglied der Bremischen Bürgerschaft.

## Biografie
Ley war die Tochter des Importkaufmanns William Stivarius. Sie absolvierte eine Höhere Töchterschule von Habenicht in Bremen. In einem Schweizer Pensionat und in England wurde ihre Schulbildung erweitert. Sie besuchte ein Lehrerseminar für Oberklassen und schloss als Lehrerin ab. Von 1909 bis 1912 unterrichtete sie in Englisch und Französisch. Zusätzlich besuchte sie in Dänemark eine Haushaltungsschule. 1913 heiratete sie den Arzt Dr. Hermann Ley, der 1939 verstarb. Sie wirkte in seiner Praxis als Helferin.
Nach dem Ersten Weltkrieg betätigte sie sich ab 1920 politisch. Sie wurde Mitglied in der liberalen Deutschen Volkspartei (DVP).
Nach dem Zweiten Weltkrieg war sie wieder als Lehrerin tätig. Sie zählte zu den „Frauen der ersten Stunde“. Seit dem 13. Oktober 1946 bis 1963 war sie für die Bremer Demokratische Volkspartei (BDV) und dann für die FDP Mitglied der Bremer Bürgerschaft. Von 1953 bis 1955 wirkte sie als Vizepräsidentin der Bürgerschaft. Sie arbeitete in verschiedenen Deputationen (Bau, Wohlfahrtswesen, Kunst und Wissenschaft). Von 1957 bis 1964 war sie Vorsitzende des Frauen-Erwerbs- und Ausbildungsvereins. Sie war Vorstandsmitglied in der Egestorffstiftung und Aufsichtsratsmitglied vom Theater Bremen. Sie wirkte zudem im Bremer Frauenclub. Sie war eine bedeutende Frau der Bremer Frauenbewegung. 